# Orthonectida
Orthonectida, koljeno sičušnih životinja manji od jednog milimetra s više stanica ali vrlo jednostavne građe, koji parazitski žive na bodljikašima, mekušcima, plošnjacima, vrpčarima, kolutićavcima i školjkašima.
Odrasle jedinke su crvolikog oblika koji žive u tijelima svojih domaćina. Partenogenetsku generaciju čini plazmodij koji se podijeli u više muških i ženskih jedinki. Nakon oplodnje nastaje ličinka koja traži domaćina, unutar kojega će postati plazmodij.
Koljeno je podijeljeno na samo dvije porodice s dvadesetak vrsta, od kojih je najpoznatija Rhopalura ophiocomae. 
Orthonectida su nekada s parazitima Dicyemida koji žive u bubrezima glavonožaca (Cephalopoda) svrstavani u nekadašnje koljeno Mesozoa. 